# سورنووکا (استان ماسوویان)
سورنووکا (به لهستانی:  Sewerynówka) یک روستا در لهستان است که در گمینا ستردنگ واقع شده‌است.